# هوسلنکی
هوسلنکی (به چکی: Huslenky) یک منطقهٔ مسکونی در جمهوری چک است که در ناحیه وستین واقع شده‌است. هوسلنکی ۳۵٫۰۸ کیلومتر مربع مساحت و ۲٬۱۱۴ نفر جمعیت دارد و ۳۹۰ متر بالاتر از سطح دریا واقع شده‌است.